# 함안 주리사지 사자석탑
함안 주리사지 사자석탑(咸安 主吏寺址 獅子石塔)은 대한민국 경상남도 함안군 함안중학교에 있는, 남북국 시대 신라의 석탑이다. 원래 여항면 주서리 주리사 절터에 있던 것을 일제시대 때 면사무소로 이전하였다가, 광복 후 다시 이 곳 중학교로 옮겨온 것이다. 원래는 5층 석탑이었을 것으로 추정된다. 탑재로는 신라 하대의 석탑 양식을 갖추고 있다. 기단부에 네마리의 사자를 배치한 이형석탑이다.
1972년 2월 12일 경상남도 유형문화재 제8호 함안주리사지사자석탑으로 지정되었다가, 2018년 12월 20일 현재의 명칭으로 변경되었다.

## 개요
함성중학교에 있는 통일신라시대의 석탑이다. 원래 여항면 주서리 주리사터에 있던 것을 일제시대 때 면사무소로 이전하였다가, 광복 후 다시 이 곳으로 옮겨온 것이다.
기단(基壇)에 네 마리의 사자를 배치한 것이 일반 석탑과는 다른 독특한 모습이어서, 바닥돌 위에 얹힌 지붕모양의 돌 위로 네 마리의 사자를 올리고 그 위로 5층으로 보이는 탑신(塔身)을 쌓았는데, 탑신의 몸돌 하나가 없는 상태이다. 3층 혹은 5층일 것으로 추정되는 이 탑의 정확한 모습은 알 수 없으나, 구례 화엄사사사자삼층석탑, 회양 금장암지사사자삼층석탑, 제천 빈신사지사사자석탑 등 비슷한 양식의 탑과 비교해 볼때, 네 마리의 사자가 포함된 기단부가 있었을 거라고 추측된다. 사자는 발을 가지런히 모으고 등을 맞댄 채 앞을 보고 앉아 있는 모습으로, 조각은 단순하나 각 부의 형태가 잘 드러나 있다. 탑신의 각 몸돌에는 모서리마다 기둥모양이 표현되고 지붕돌은 네 귀퉁이에 치켜올림이 있다.
기단부에 사자상을 배치한 경우는 드문 경우로, 원형을 간직하지 못하고 있는 것이 안타깝다. 남아있는 탑재의 양식으로 보아 통일신라시대에 조성된 것으로 추정된다.

## 같이 보기
- 함성중학교
- 함안 주리사지

## 참고 자료
- 함안 주리사지 사자석탑 - 국가유산청 국가유산포털